# Vaso (botânica)
Em botânica, denominam-se vasos ou vasos condutores aos tubos formados por células cilíndricas justapostas topo-a-topo por onde circula a seiva nas plantas vasculares.
Existem dois tipos de vasos condutores, os do floema, por onde circula a seiva elaborada, e os do xilema, que transportam a seiva bruta.